# Haus Hagdorn

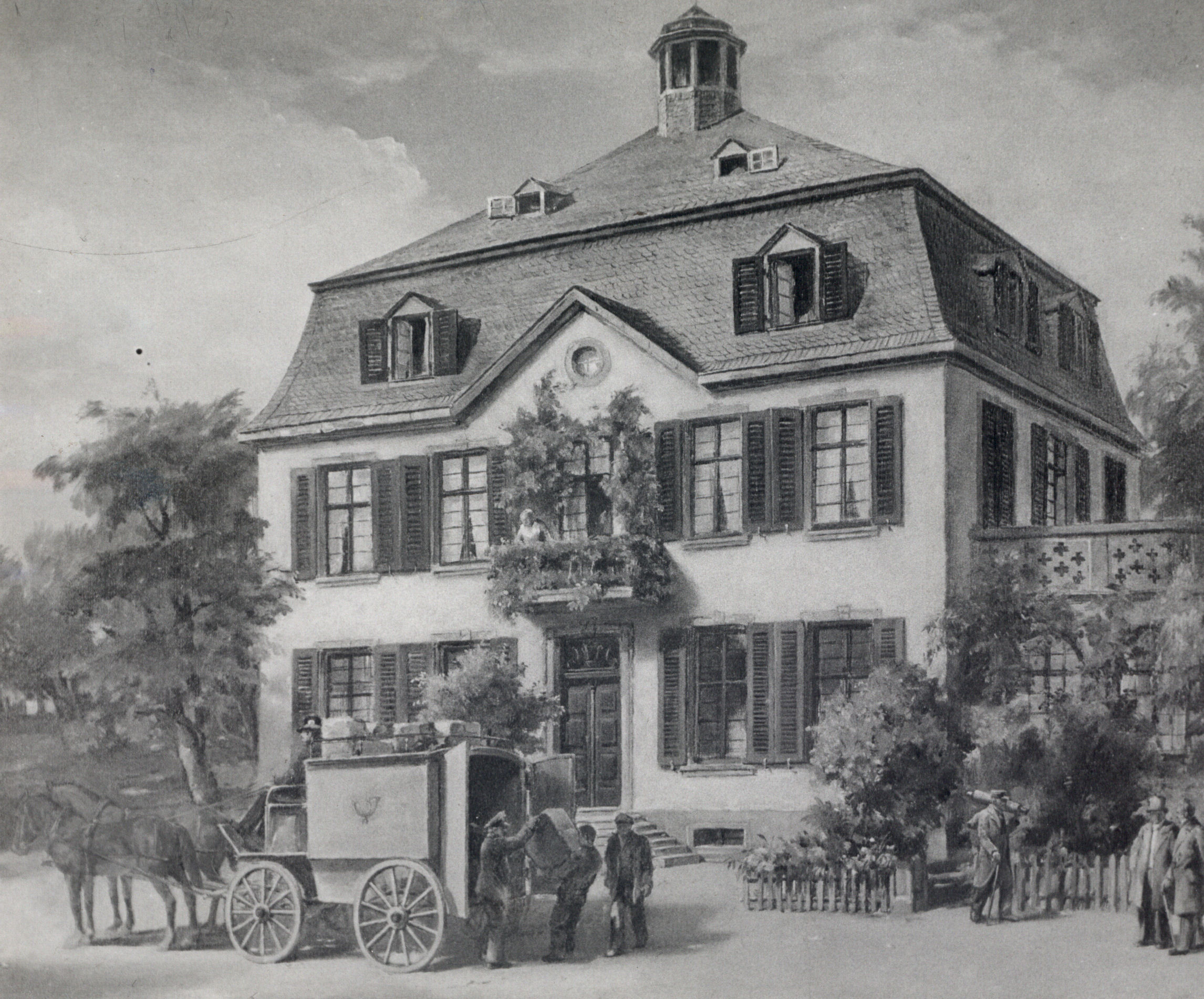
Haus am Hagdorn in Hilden

Das Haus Hagdorn stand bis 1980 in Hilden an der Benrather Straße 1.

## Das Gehöft „am Hagdorn“

### Mittelalter bis Reformation
Die Namengebung „am Hagdorn“ hat daran angeknüpft, dass das Gehöft von einer Weißdornhecke umgeben war, die das Dorf im Westen zur Itter hin begrenzte. Das Gehöft und das Haus „am Hagdorn“ gehören zu den geschichtsträchtigsten Siedlungsplätzen in Hilden.
Der Name taucht zuerst in dem 1530 angelegten Lager- und Erbrentenbuch des Hildener Lehnsträgers Wilhelm Quade auf, in dem „dat :Smeittengutt an dem Haedoern“ erwähnt wird. In den folgenden Jahrzehnten begegnet uns die Schreibweise „am (ahm) Haldorn (Haldorne)“, bis von 1597 an sich die Form „am (ahm) Hagdorn“ durchsetzte.
Das Haus wurde bewohnt:
- 1554 von Henrich am Haldorne verheiratet mit Nesa im Haen;
- ab 1563 von Wilhelm im Haen und seinem Sohn;
- ab 1579 Thoenis ahm Haldorn;
- 1592 Rutger ahm Haldorn;
- 1597 bis 1600 Caspar ahm Hagdorn,
- Caspar ahm Hagdorn und seine Ehefrau Coen (Kunigunde) verzichteten am 17. April 1600 zugunsten von Dietherich Schmit ahm Iser auf Haus und Hof.[1][2][3]

### Reformation bis Vorindustrielle Zeit
In den Jahren 1611–1614 erwarb der Landwirt, Schöffe, Gerichtsschreiber und Schultheiß in Hilden Anton zu den Hülsen (Hüls, Hulsius) (1575–1640) das am westlichen Rande des Dorfes gelegene Haus und Gut „am Hagdorn“. Er erkor es fortan zu seinem Domizil. Verheiratet war er (schon vor dem 20. September 1593) mit der ursprünglich katholischen Katharina von Venne († 1628), die er zum Übertritt zur reformierten Konfession veranlasste. Anton zu den Hülsen starb 1640. In ihm verloren die Anhänger der Reformation in Hilden einen ihrer tatkräftigsten Vorkämpfer.

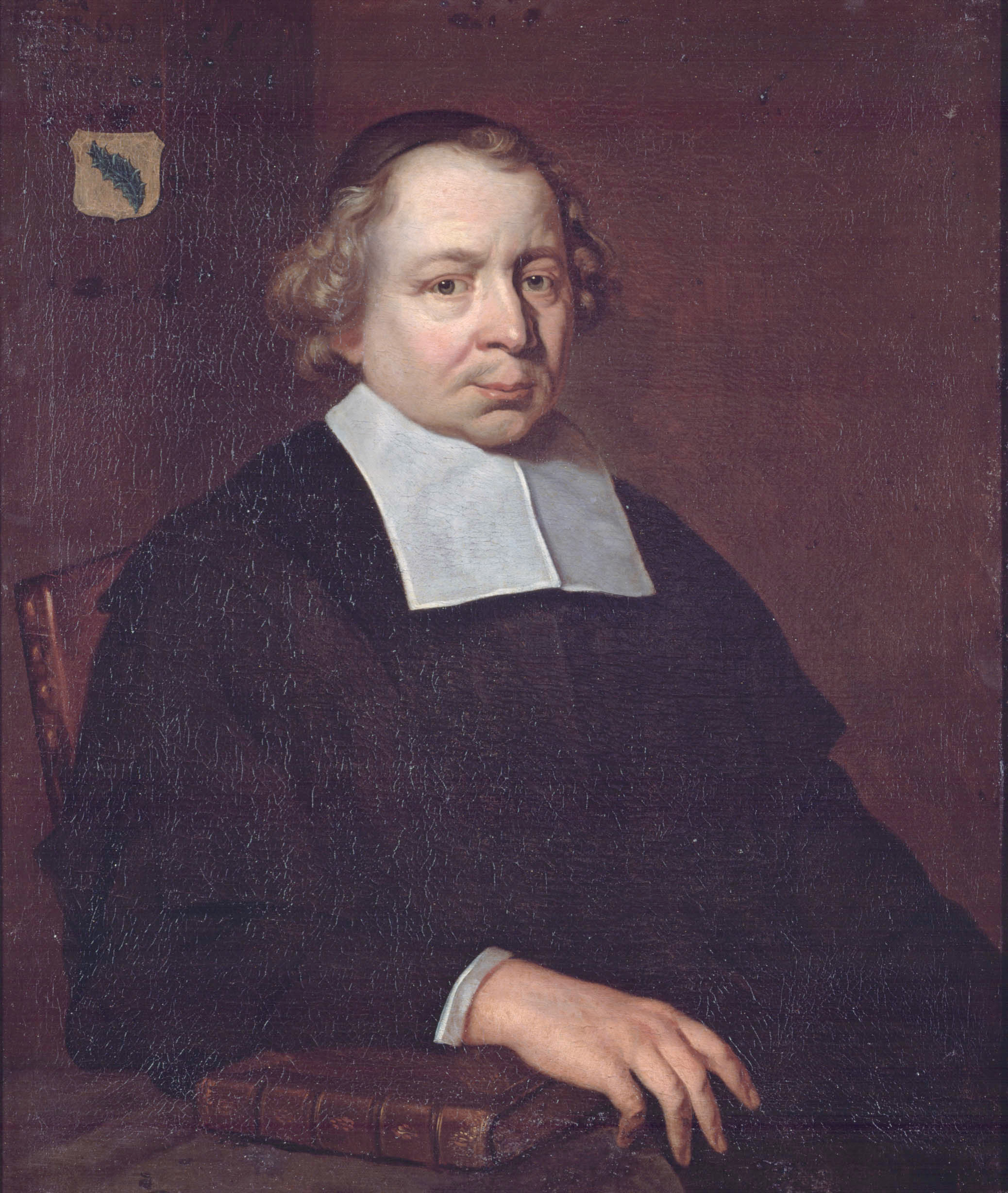
Antonius Hulsius

Ihre fünf Kinder waren: 1) der evangelisch-reformierte Geschichtsschreiber Heinrich (Henricus) Hüls (* 1593 in Hilden; † 17. Oktober 1673 in Hilden). 2) Wilhelm Hüls (* 8. September 1598 in Hilden; † 6. April 1659 in Wesel). Er wurde reformierter Theologe, Präses und Schriftsteller, ab 1628 Pfarrer in Wesel. 3) Adolf Hüls (* um 1605; † vor 1633). 4) Antonius Hüls (* 1615 in Hilden; † 27. Februar 1685 in Leiden), Anton Hüls der Jüngere genannt. Antonius Hüls, der spätere deutsche Philologe und reformierte Theologie-Professor an der Universität Leiden, heiratete im Januar 1645 in Den Haag Agnes Elisabeth Rumpf und hatte mit ihr 10 Kinder, wovon ihn nur 4 Söhne überlebten. 5) Gudgen Judith (* um 1610; † nach 1665).
Von da an blieb das Haus und Gut „am Hagdorn“ ein Jahrhundert lang Hülsenscher Besitz und – ähnlich wie das von den Hoffs bewohnte „Haus auf der Bech“ – ein Bollwerk des Calvinismus in Hilden.
Im Haus „am Hagdorn“ fand am 21. und 22. April 1654 die Tagung der 84. bergischen Provinzialsynode statt.
Nach dem Friedensschluss des Dreißigjährigen Krieges von 1648, der in den deutschen Landen das „cuius regio, eius religio“ zum Staatsgrundsatz erhoben hatte, erstarkten auch in den jülich-bergischen Herzogtümern jene Kräfte, die auf eine Gegenreformation hinarbeiteten. In den Kirchspielen Hilden und Haan, deren Einwohner sich überwiegend dem Calvinismus zugewandt hatten, wurden die gegenreformatorischen Tendenzen noch durch den Umstand verstärkt, dass in beiden Gemeinden der Erzbischof von Köln Grundherr war. So kam es, dass die einheimischen Familien, die bisher ohne Ausnahme die Anwärter für das Schultheißenamt und den Gerichtsschreiberdienst gestellt hatten, allmählich ganz davon ausgeschlossen wurden. Diese Entwicklung hatte zur Folge, dass die begabtesten Kinder Hildener Familien abwandern und dort ihr Glück versuchen mussten, wo es für sie diese Hindernisse nicht gab. Im Jahre 1668 hatte Antonius Hüls, Prediger zu Breda seine Erbanteile an dem Hagdorner Gut an seinen Bruder Heinrich (Henricus) zu den Hülsen verkauft.
Am 8. Januar 1715 ging das Gut „für etwa 3300 Taler“ an den zu Haan ansässigen Wilhelm Schlechtenthal über. Welche Gründe den Haaner Ankäufer zum Erwerb des Gutes bewogen hatten, wissen wir nicht. Jedenfalls scheint er es bald wieder veräußert zu haben, denn bereits in der Hildener Steuerliste von 1724/25 begegnet uns als neuer Eigentümer Johann Wülffing. Als wenige Jahre danach, am 8. Januar 1731, die Hildener und Haaner Einwohner zu einer Erbhuldigung antraten, waren in der Huldigungsliste für das Hagdorner Gut „Witwe Cölsch ahm Hagdorn und ihr damals noch unmündiger Sohn Johannes Abraham (* ~1720)“ eingetragen. Er studierte von 1739 bis 1740 an der Universität Duisburg.
Die Erbin Anna Maria Cölsch am Hagdorn war verheiratet mit Theodor Bongard (auch Bongardt, Bungart) dem Älteren (getauft 23. Juni 1709 in Hilden; † 6. Februar 1759 in Solingen), einem Sohn von David Bongard (* 19. April 1667 in Mettmann; † 3. Dezember 1736 in Hilden) und Elisabeth Klein (getauft 5. Februar 1674 in Mettmann; † 9. August 1712 in Hilden). In den Steuerlisten von 1777/83 begegnen uns als Steuerpflichtige „Wilhelm Cölsch Erben am Hagdorn, Witwe Bongardt“.
Theodor Bongards des Älteren Bruder, Johann Wilhelm Bongard (* um 1715 in Hilden; † 16. Juli 1781 in Amsterdam), ging als Kaufmann nach Amsterdam. Er nannte sich dort Joan Willem Bongard. Er gelangte dort zu Wohlstand. Er blieb aber Hilden verbunden und schenkte 1766 der reformierten Gemeinde in Hilden zur Errichtung eines Armenhauses „die nötigen Geldmittel von 1200 Reichstalern“. Dieses imposante Fachwerkhaus „Kückeshaus“ mit Keller steht heute noch an der Ecke Eisengasse 2 und Schwanenstraße 12 und ist ein Baudenkmal.
Nach dem Tod von Theodor Bongard dem Älteren ging das Gut „am Hagdorn“ an seinen in Amsterdam lebenden Bruder Joan Willem.
Der Sohn Theodor Bongards des Älteren, Theodor Bongard der Jüngere (am 5. Juni 1759 evangelisch-reformiert getauft in Hilden; † 8. Mai 1834 in Hilden), erwarb das Gut „am Hagdorn“ von seinem Onkel Joan Willem käuflich. Später gingen Theodor Bongard der Jüngere und dessen Bruder Johann Wilhelm der Jüngere (getauft am 26. Dezember 1752 in Hilden) nach Amsterdam und übernahmen dort die Geschäfte ihres Onkels Joan Willem. Johann Wilhelm engagierte sich wie viele andere wohlhabende Amsterdamer auch in der Gesellschaft Felix Meritis, deren Gebäude heute noch an der Keizersgracht zu finden ist.

## „Haus Hagdorn“ mit Türmchen

### Vorindustrielle Zeit
Theodor Bongard der Jüngere kehrte nach Hilden zurück und ließ zwischen 1820 und 1830 als erstes Steinhaus in Hilden das „Haus Hagdorn“ mit seinem verspielten Türmchen neu errichten. Ihm gehörte seit 1. März 1810 auch das ehemalige Rittergut Horst. Er war in Hilden mit Anna Gertrud Leven zu Hummelster (getauft 18. November 1780 in Hilden; † 27. Mai 1821 in Hilden) liiert und heiratete sie am 26. Juni 1815.
Deren Tochter Anna Elisabeth Bongard-Horst (getauft am 12. Juli 1806 in Hilden; † 11. Januar 1875 in Düsseldorf) heiratete am 23. November 1828 Karl Reichsfreiherr von Maercken zu Geerath (* 25. Juli 1799 in Ratingen; † 19. Oktober 1877 in Köln). Die Familie bewohnte 1840 mit den drei Kindern Auguste (* 26. August 1828), Egolf (* 15. November 1830 in Hilden; † 20. Juni 1894 in Niederspay), Erwine (* 30. April 1832 in Hilden; † 17. April 1909 in Siegburg), sowie einem Hauslehrer, einer Lehrerin, einer Köchin, einer Aufwärterin, einem Diener, einem Gärtner und einer Magd das Haus Hagdorn. Sie erbten 1834 von Theodor Bongard dem Jüngeren das Rittergut Horst und Haus Hagdorn. Bereits im Jahre 1839 hatte Karl Freiherr von Maercken das von seinem Schwiegervater Theodor Bongard dem Jüngeren ererbte Rittergut Horst an Friedrich Spieker verkauft.
Die Tochter Erwine Maria Hubertine Freiin von Maercken zu Geerath heiratete am 27. Juli 1854 in Düsseldorf Jakob Freiherr Raitz von Frentz auf Garrath (* 30. Mai 1826 in Köln; † 26. September 1884 in Koblenz) in dessen zweiter Ehe.

### Haus Hagdorn als Stammsitz des Textilunternehmens Kampf & Spindler

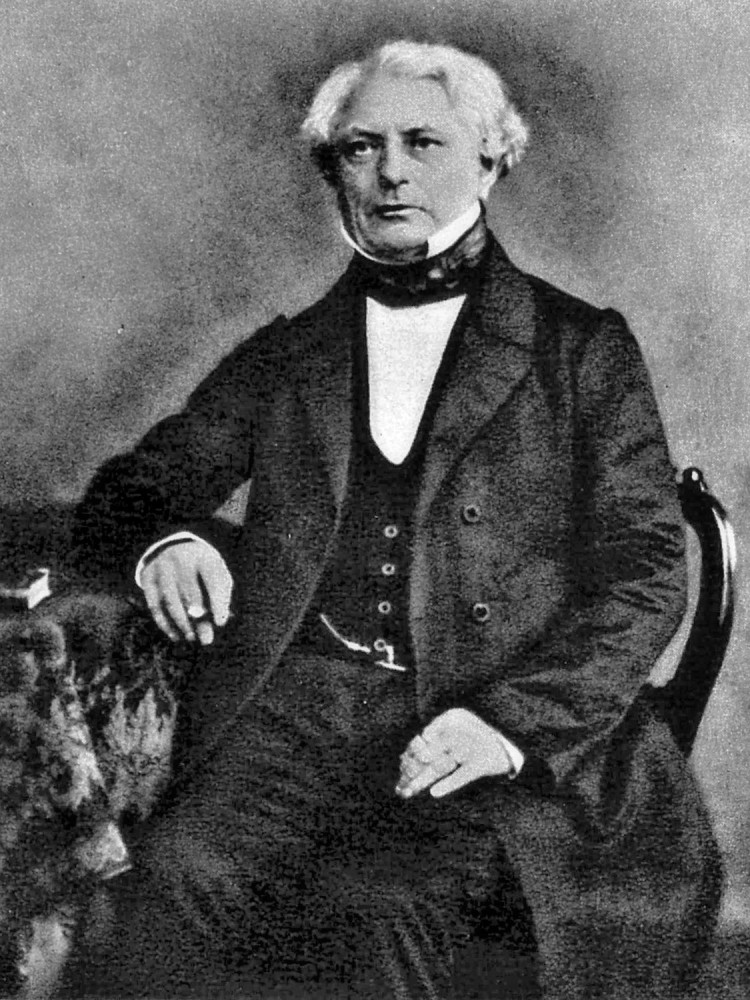
Firmengründer Johann Wilhelm Kampf (1799–1875)

Als Johann Wilhelm Kampf (* 1799 in Elberfeld; † 10. August 1875 in Hilden) 1848 seine Fabrik für schwarze Halbseidenwaren von Elberfeld nach Hilden verlegte, hatte er bereits 1847 von Freiherr von Maercken das Haus Hagdorn mit schönem, altem Park erworben. Es bot ihm für Wohnung und Geschäft genügend Raum. Haus Hagdorn wurde das Hildener Stammhaus des Textilunternehmens Kampf & Spindler, später Paul-Spindler-Werke.
Die Familie seines Sohnes Ernst Wilhelm Kampf (* 4. Oktober 1830 in Elberfeld; † 27. März 1877 in Sanremo) wohnte auch im Haus Hagdorn. Emilie (* 2. August 1837) geb. Spindler, die Witwe von Ernst Wilhelm Kampf hat das Haus Hagdorn noch bis 1887 bewohnt. Sie hat es am 20. Mai 1887 an den Wülfrather Kommerzienrat Friedrich Wilhelm Herminghaus dem Älteren (* 8. April 1826 in Wülfrath; † 28. Juni 1907 in Wülfrath) verkauft. Friedrich Wilhelm Herminghaus der Ältere war in die Firma Gressard & Co. mitbestimmend eingetreten.
Dessen Sohn Friedrich Wilhelm Herminghaus der Jüngere (* 16. März 1856 in Wülfrath; † 30. Juli 1929 in Hilden) hat bis 1909 mit seiner Familie im Haus Hagdorn gewohnt. Er hat es umgestaltet. Doch sind 1898/99 als Mitbewohner auch der im Ruhestand lebende Hildener Hauptlehrer Peter Wilhelm Herrenbrück (1822–1906) und der Fabrikdirektor Hermann Jacoby nachweisbar.
Am 4. März 1908 verkauften Friedrich Wilhelm Herminghaus der Jüngere und sein Bruder Carl Hermann Herminghaus (* 12. Januar 1859 in Wülfrath; † 25. Juli 1917 in Remscheid-Lüttringhausen) den gesamten Gressardschen Besitz – darunter auch das Haus Hagdorn an Bernhard Weddigen, Teilhaber der Hofwagenfabrik Scheurer & Cie., Düsseldorf. Er war ein Verwandter der Frau Clara (1867–1948 geb. Weddigen) des Friedrich Wilhelm Herminghaus.
1911/12 diente das Haus Hagdorn August Steinfarz, dem Geschäftsführer der Weberei Gressard & Co., als Wohnung. 1911 erwarb es der jüdische Kaufmann Salomon Sigismund Kaufmann (* 13. November 1867 in Hilden; † 21. März 1935 ebenda), der es danach jahrzehntelang bewohnte. Salomon Sigismund Kaufmann war der Sohn von Jonas Kaufmann (* 25. März 1839 in Zons; † 5. April 1915 in Hilden), der hinter seinem heute noch stehenden Haus, Hilden, Mittelstraße 7–9, eine Kaffee-Großrösterei betrieb.

### Haus Hagdorn während der NS-Zeit
Als die Judenverfolgungen in Deutschland in der Pogromnacht vom 9. zum 10. November 1938 einen ersten Höhepunkt erreichten, hielt sich die Eigentümerin des „Hauses Hagdorn“, die Witwe Erna Kaufmann, geb. Löwenstein (* 23. Dezember 1883 in Levern; † 23. Mai 1943 in Sobibór) in Unna auf. Ihre Söhne Carl (* 24. Februar 1908 in Hilden; † 15. April 1989 in Sonoma/USA) und Werner (* 9. März 1913 in Hilden) waren bereits im Juni von den Niederlanden aus in die USA ausgewandert.
Die von zentraler Stelle getroffenen Maßnahmen „ermöglichten“ es nunmehr, die Juden aus dem deutschen Geschäftsleben in Hilden bis 1939 restlos auszuschalten und den noch vorhandenen jüdischen Besitz gegen eine Abfindung in deutsche Hände zu „überführen“. Schon in einer Ratssitzung vom 12. Dezember 1938 wurde beschlossen, dass man das Grundstück der Witwe Erna Kaufmann für die Stadt beanspruchen wolle. Für das Haus Hagdorn gab es mehrere Interessenten, so die Ortsgruppe Hilden der NSDAP, die in dem „Herrensitz“ ihre gesamten Dienststellen unterzubringen gedachte; oder die Stadtverwaltung, die eine repräsentative Wohnung für den Kommandeur der Ende 1938 in Hilden kasernierten Flakabteilung suchte; oder das Haus Hagdorn als Standort eines „Hauses der Gemeinschaft“; oder als privaten Bewerber schließlich den Fabrikanten Paul Spindler, der den Wunsch hatte, das Hildener Stammhaus seiner Firma mit seinem angrenzenden Besitztum zu vereinigen. Schließlich kam eine Einigung dahingehend zustande, dass die Firma Kampf & Spindler den „hinteren Teil des Gartens in Größe von etwa 1100 Quadratmetern“ erwarb und die Stadtgemeinde Hilden „den Rest der Kaufgrundstücke mit den aufstehenden Gebäuden“. Der Kaufvertrag wurde am 27. Juni 1939 vor dem Benrather Notar August Coenen beurkundet. Von dem Erlös von 44.000 Reichsmark wären Erna Kaufmann nach Abzug der Reichsfluchtsteuer und der Anwaltskosten ganze 831 Reichsmark geblieben.
Noch bevor alle rechtlichen Formalitäten abgewickelt waren, brach am 1. September 1939 der Zweite Weltkrieg aus.
Der Krieg machte vorerst alle Planungen zur Nutzung des Hauses Hagdorn zunichte. Zunächst fand das Wohlfahrtsamt der Stadt darin eine Bleibe, als es seine bisherigen Diensträume im Hause Mittelstraße 42 zugunsten einer militärischen Formation, freimachen musste.
Von Anfang Juni 1940 wurden alle Abteilungen des städtischen Ernährungs- und Wirtschaftsamtes nach Haus Hagdorn verlegt. Sie beanspruchten das ganze Gebäude. Hier holten die Hildener Bürger während des Krieges ihre Lebensmittelmarken ab.

### Haus Hagdorn, Nachkriegszeit, Abriss

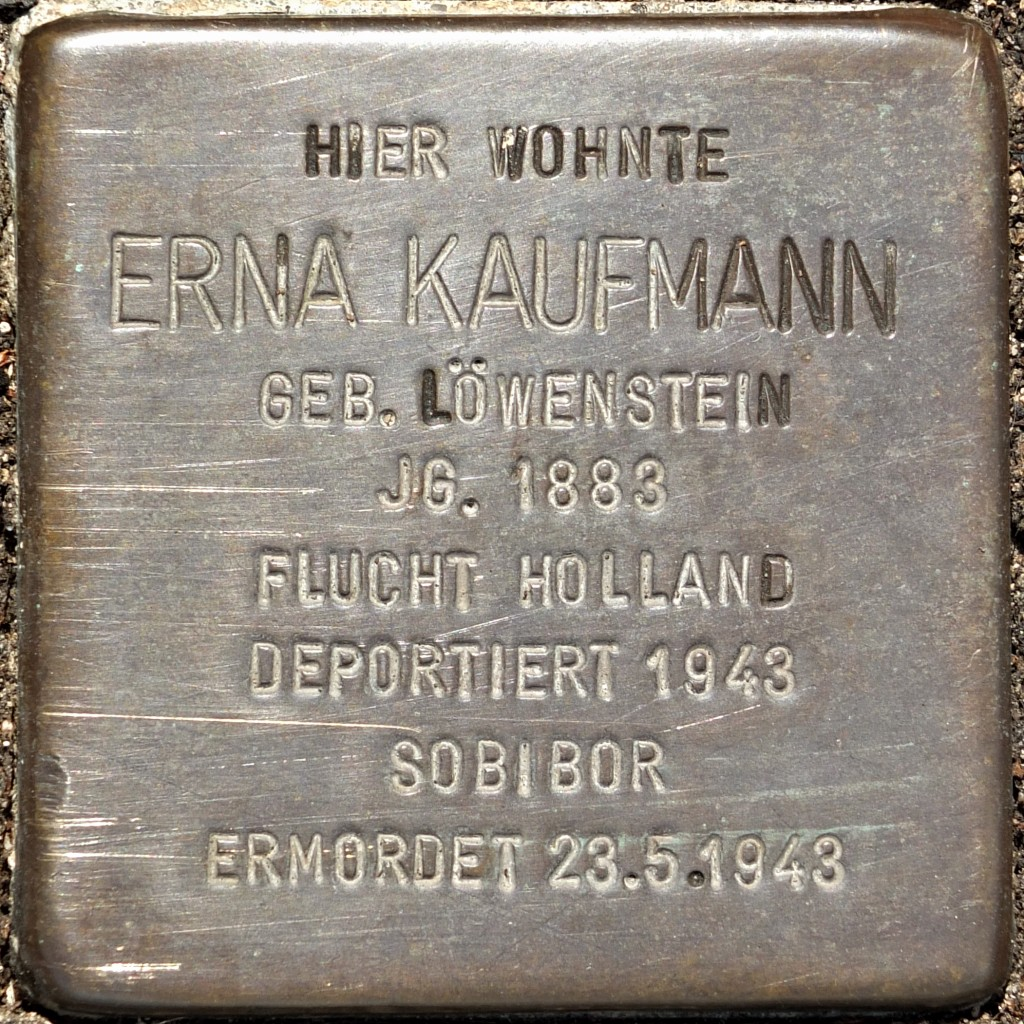
Stolperstein Erna Kaufmann

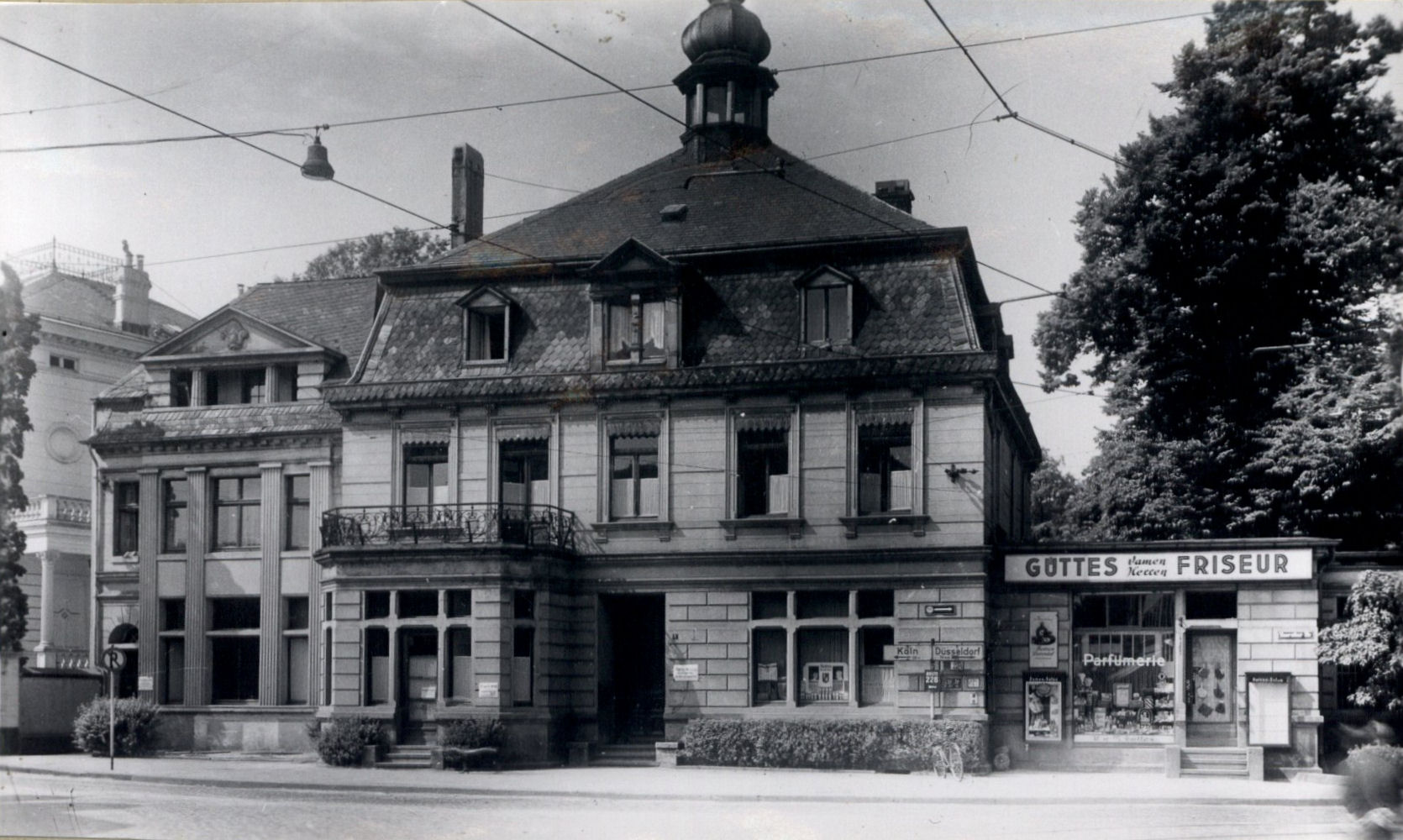
Haus Hagdorn 1955

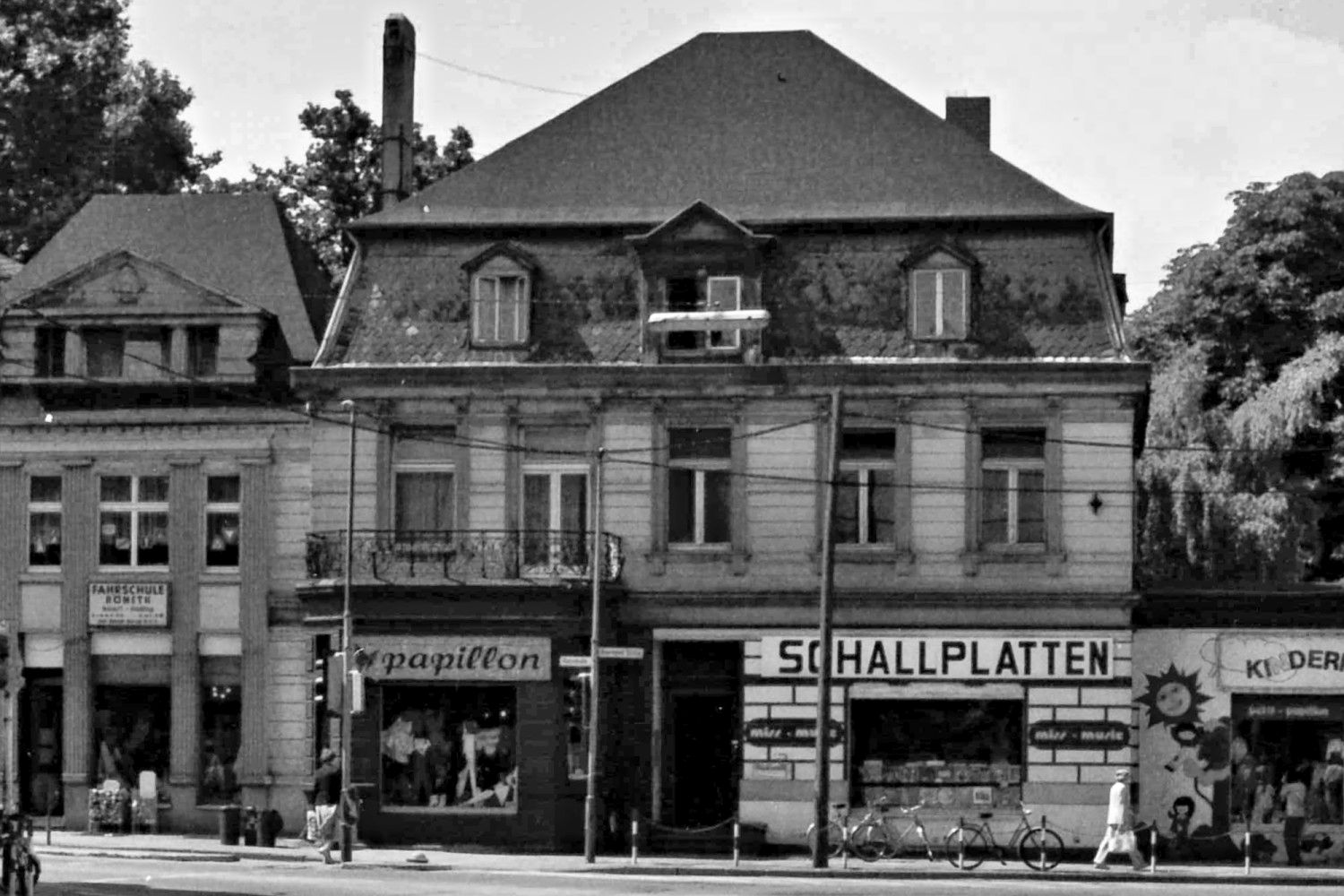
Haus Hagdorn 1979

Nach dem Kriege musste die Stadt Hilden auf Grund der erlassenen Wiedergutmachungsgesetze das Haus Hagdorn an Erna Kaufmann zurückgeben. Die Witwe hat diese „Wiedergutmachung“ jedoch nicht mehr erlebt, denn sie war 1943 im Vernichtungslager Sobibor ermordet worden. Seit dem Jahr 2007 erinnert ein Stolperstein an die frühere Eigentümerin des Hauses Hagdorn.
Nach Aufhebung der Bewirtschaftungsmaßnahmen am 15. Februar 1950 wurde das Haus Hagdorn an Erna Kaufmanns Söhne zurückgegeben, die es an Erna Schönmackers verkauften. Sie betrieb in der südlichen Haushälfte ab 1953 das Ladenlokal „Schönmackers Textilmoden“. Später waren darin „fashion news“ und die Boutique „papillon“. Im nördlichen Ladenlokal war der Damensalon Güttes, später Friseur Block. Am Schluss war ein Schallplattenladen „Miss Music“ in dem Ladenlokal.
Im südlichen Nachbarhaus zog das Gesundheitsamt mit Medizinalrat Dr. Klaus Dietz ein.
1979 kaufte die Stadt Hilden das Haus Hagdorn an der Benrather Straße 1 und die benachbarten Häuser in der Klotzstraße 2–4. Im Rahmen der Neugestaltung des Fritz-Gressard-Platzes und dem Bau des Steinhäuser-Zentrums sollte das Haus Hagdorn abgerissen werden. Der geplante Abriss führte 1980 zu Unterschriftensammlungen und zur einzigen größeren Demonstration in Hilden. Erste Widerstände zeigten sich in Hilden schon im Herbst 1978. Eine „Initiative Selbstverwaltetes Jugendzentrum“ hatte sich Mitte der 70er Jahre mit dem Ziel gegründet, subkulturelles Freizeitverhalten zu fördern und der Verdrängung von nichtkommerziellen Freiräumen für die Jugend entgegenzuhalten. Die Diskrepanz zwischen dem Neubau einer Stadthalle für die etablierte Kultur und dem vorgesehenen Abriss des nahegelegenen Gebäudes Haus Hagdorn, das als selbstverwaltetes Jugendzentrum hätte genutzt werden können, hatte den Konflikt um die Nutzung innerstädtischen Raumes zugespitzt. Am 28. Oktober 1978 kam es zu einer Protestaktion. Die rund 250 Jugendlichen protestierten auf dem Platz vor der neuen Stadthalle gegen deren Nutzung mit einem „Fest“. Sie setzten der offiziellen, in der Stadthalle abgehaltenen Kultur ihre Vorstellung von Kultur, für die sie ein Jugendzentrum forderten, entgegen. Als im Sommer 1980 ein weiterer Schritt in der Umsetzung des Bebauungsplanes Nr. 67 – der Abriss der historisch bedeutsamen Häusergruppe Klotzstraße 2–4, incl. Haus Hagdorn – anstand, kündigten sie für den 2. August 1980 eine Demonstration an. Die Demonstration zog durch die Innenstadt, zu der rund 150 Menschen kamen. Sie verlief ohne Zwischenfälle. Auch als einige junge Leute die Häuser Klotzstraße 2–4 besetzten, schritt weder die Polizei ein, noch erstattete die Stadt als Eigentümerin Strafanzeige. Mit der demonstrativen Hausbesetzung kam es den Jugendlichen primär darauf an, die Öffentlichkeit auf den bevorstehenden Abriss aufmerksam zu machen. Die Besetzer hofften, durch Überzeugungsarbeit den Abriss doch noch verhindern zu können. Auf eine ernsthafte Auseinandersetzung mit dem Anliegen der Besetzer ließen sich weder Vertreter des Rates noch der Stadtverwaltung ein, stattdessen drohte der Stadtdirektor mit einer Anzeige wegen Hausfriedensbruchs. In derselben Nacht vom 9. auf den 10. August 1980 verließen die ca. 10 Besetzer wegen mangelnder Resonanz der Bevölkerung die Häuser. Am 12. September 1980 wurde die Häusergruppe Klotzstraße 2–4 und das Haus Hagdorn abgerissen.